# Suez (bedrijf, 2008-)
SUEZ (tot 2015 SUEZ Environnement) is een in 2008 opgerichte Franse holding die actief is in de milieu-sector. Het bedrijf doet voornamelijk aan waterbehandeling, afvalbeheer en bodemsanering.
De directe voorganger van dit bedrijf is de Frans-Belgische energieholding SUEZ. In 2008 fuseerde SUEZ met Gaz de France. De energie-activiteiten bleven achter bij GDF SUEZ, dat in 2015 zijn naam wijzigde naar Engie. De milieu-activiteiten werden afgesplitst naar SUEZ Environnement. Engie behield wel 35% van de aandelen in SUEZ (Environnement). In 2015 werd de naam vereenvoudigd tot SUEZ. Op 8 juni 2010 kocht het een meerderheidsbelang in Aguas de Barcelona (Agbar) en in 2015 had het alle aandelen in handen. Al eerder in 2006 en in 2012 probeerde Veolia de milieutak van Suez over te nemen.
In september 2017 werd de overname van GE Water afgerond, in 2016 behaalde GE Water & Process Technologies een omzet van US$ 2,1 miljard en telde 7500 medewerkers. Er kwam een nieuwe bedrijfsonderdeel “SUEZ Water Technologies and Solutions” en hierin werden de activiteiten van GE Water en de vergelijkbare activiteiten van SUEZ in ondergebracht. Het Canadese Caisse de Dépôt et Placement du Québec kreeg een minderheidsbelang van 30% in dit bedrijfsonderdeel.
In de zomer van 2020 deed Veolia een bod op 29,9% van de aandelen Suez die Engie in handen had. Daarna deed het een volledige overnamebod op Suez. Het eerste bod was 15 euro per aandeel, maar uiteindelijk werd overeenstemming bereikt op 20,50 euro per aandeel. De twee zetten alle juridische procedures stop en de aangekondigde verkoop van het recyclingbedrijf van Suez in Australië, aan Cleanaway, gaan niet door. Suez had nog de Franse waterzuiveringsbedrijven in een nieuwe stichting in Nederland ondergebracht om de overname te blokkeren, maar nu overeenstemming is bereikt wordt deze stichting opgeheven. Bij de overname werd overeengekomen dat een aantal onderdelen van Suez zouden worden afgestoten. Deze onderdelen werden overgenomen door een groep bestaande uit Meridiam, GIP en Caisse des Dépôts, en ging verder onder de "oude" naam Suez.

## Nederland
SUEZ kocht samen met chemieconcern LyondellBasell in 2018 het plasticrecycle bedrijf QCP in Geleen. SUEZ had tot op dat moment al een aandeel in het bedrijf. Bij de overname van SUEZ door Veolia verkocht SUEZ bijna al zijn Nederlandse onderdelen aan het Duitse PreZero, onderdeel van Schwarz Group. Alleen QCP en SK Polymers bleven onderdeel van SUEZ. De  bodemsaneringsactiviteiten Suez RR IWS Remediation (Utrecht/Schiedam) en SUEZ Industrial Waste Specialties (Almelo) werden wel verkocht aan Veolia, die het onderbracht bij Sarpi Remediation.